# Lunar Orbiter 3
O Lunar Orbiter 3 foi uma sonda espacial não-tripulada lançada pela NASA e foi projetada principalmente para fotografar áreas da superfície lunar para confirmação de locais de pouso seguros para as Missões Surveyor e Apollo. Ele também foi equipado para coletar a intensidade de radiação lunar coleta de dados de impacto e micrometeoritos na superfície. A sonda foi lançada em 5 de fevereiro de 1967 da Estação da Força Aérea de Cabo Canaveral, às 01:17:00 UTC, Estados Unidos, através de um foguete Atlas-Agena D.
A sonda foi colocada em uma trajetória cislunar e injetada em uma órbita lunar quase equatorial elíptica em 8 de fevereiro de 1967 às 21:54:00 UTC. A órbita foi de 210,2 por 1,801.9 km (130,6 mi × 1.119,6 km) com uma inclinação de 20,9 graus e um período de 3 horas e 25 minutos. Depois de quatro dias (25 órbitas) de rastreamento da órbita foi alterado para 55 por 1.847 km (34 km × 1.148 km). A sonda adquiriu dados fotográficas a partir do dia 15 de fevereiro até 23 de fevereiro de 1967, e de leitura ocorreu através de 2 março de 1967. O mecanismo de avanço do filme mostrou um comportamento errado durante este período, resultando em uma decisão de começar a leitura dos quadros mais cedo do que o planejado. As molduras foram lidos com sucesso, até 4 de março, quando o motor de avanço de película queimado, deixando cerca de 25% dos quadros na bobina de recepção, não pôde ser lido. Alguns dados precisos foram adquiridos a partir de todas as outras experiências ao longo da missão. A sonda foi utilizada para fins de controle até que ela atingiu a superfície lunar no comando em 14,3 graus de latitude norte, 97,7 º Oeste de longitude (coordenadas selenográficas) em 9 de outubro de 1967, posteriormente decaindo de sua órbita.